# أختر محمد منصور
الملا أختر محمد منصور شاه محمد (1968 - 21 مايو 2016) ويعرف أيضاً بـالملا منصور كان أمير الإمارة الإسلامية في أفغانستان وزعيم طالبان سابقاً بعد وفاة الملا عمر. ويعتقد أنه في الأربعينات من عمره منذ عام 2015، وهو من جنوب أفغانستان قرب قندهار.

## الحياة السياسية
قد شغل في التسعينات منصب وزير الطيران المدني والنقل، وشغل كذلك منصب حاكم طالبان في قندهار حتى مايو 2007، وشغل منصب نائب زعيم طالبان حتى يوليو 2015، وقد كان الملا أختر قد اعتقل في باكستان وأعيد عام 2006، وشغل رئاسة الشؤون العسكرية في طالبان حتى عام 2010.
نصِبه الملا محمد عمر، نائباً لنفسه في عام 2010 وتولّى الملا منصور منصب النائب وقام بقيادة طالبان بالنيابة بشكل فعلي لمدة خمس سنوات، وبعد إعلان وفاة الملا عمر، اجتمع أعضاء شورى أهل الحل والعقد في طالبان والمشايخ والعلماء الأفغان وبايعوا الملا منصور، أميراً جديداً لطالبان.

## مقتله
اغتيل منصور في باكستان عندما أصيبت السيارة التي كانت تقله بصاروخ من طائرة أميركية بدون طيار وقد عينت حركة طالبان هبة الله آخوند زاده خليفة له، وحسب مصادر الحركة فقد عبر منصور إلى باكستان من إيران، حيث اجتمع مع مسؤولين إيرانيين وقادة من طالبان يقيمون هناك.